# Roggenplaat
De Roggenplaat is een eiland en zandplaat in de Oosterschelde, gelegen ten zuiden van het eiland Schouwen-Duiveland. Voor de uitvoering van de Deltawerken viel de Roggenplaat bij laag water droog. Bij de aanleg van de Oosterscheldekering is een deel van de zandplaat omgevormd tot eiland. Het niet gebruikte deel speelt een rol in de vogeltrek en is aantrekkelijk voor zeehonden.

## Deltawerken
In 1970 werd op het westelijke gedeelte van de Roggenplaat een werkeiland aangelegd ten behoeve van de aanleg van de Oosterscheldekering. Dit deel ging deel uit maken van de stormvloedkering, net als Neeltje Jans aan de zuidkant. De N57 gaat van Schouwen-Duiveland via Serooskerke en Burgh over de Pijlerdam naar Noord-Beveland en dan door naar Walcheren. De dam gaat over de Roggenplaat en Neeltje Jans.
In 2011 werd de steenbekleding van de bitumendijken verzwaard.

## Natuur

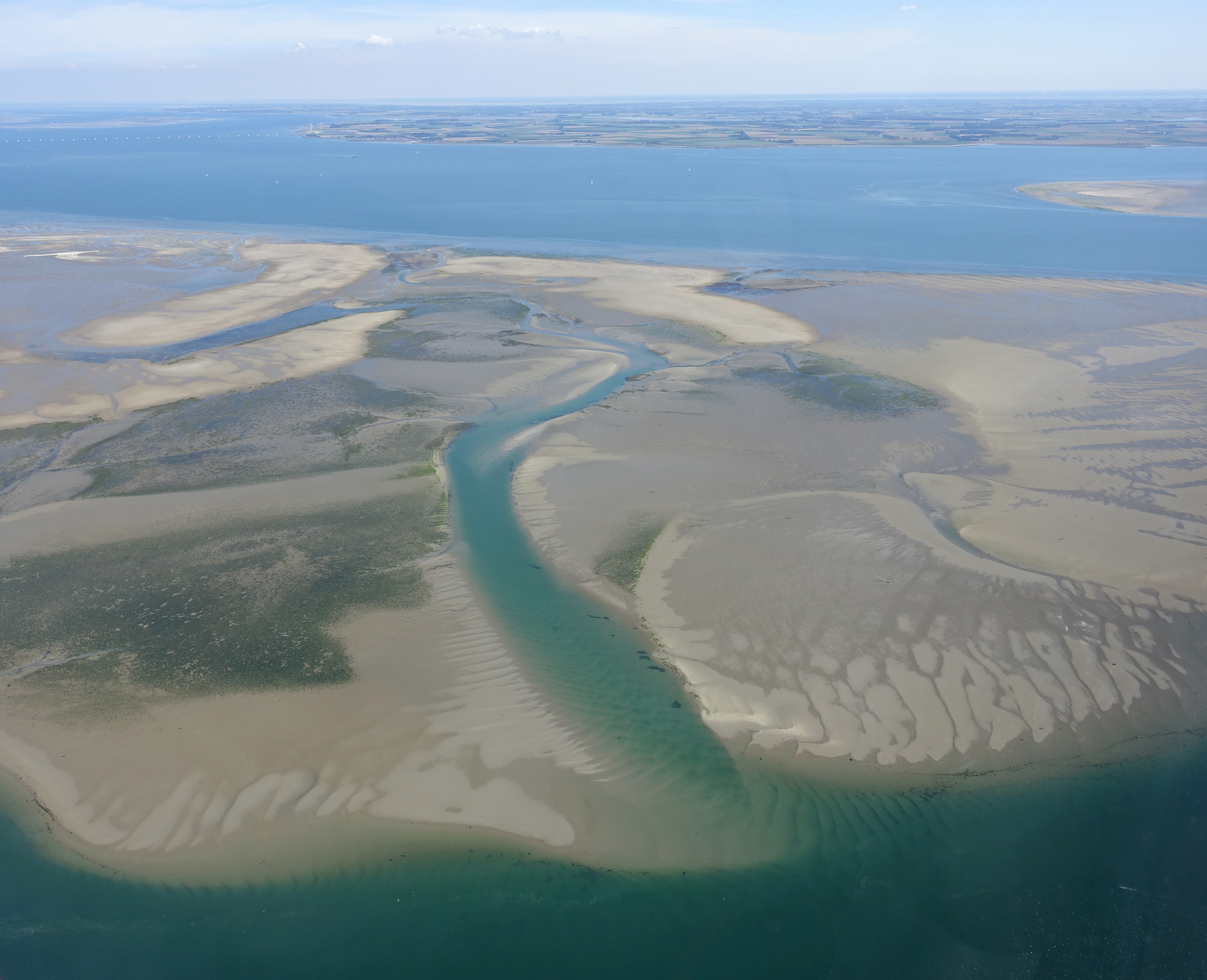
Roggenplaat

Op het voormalige werkeiland is een eenvoudige vegetatie te vinden, met schraal gras en aan de westzijde enkele duindoornstruwelen. Er zijn weinig slakken. Op het resterende gedeelte van de zandplaat, aan de oostzijde van het werkeiland, worden regelmatig wadvogels en zeehonden waargenomen. Rond 1980 was de zeehond hier vrijwel verdwenen als gevolg van jacht, vervuiling en rustverstoring. In de Oosterschelde is anno 2020 een stabiel aantal van rond 150 dieren aanwezig. De noordoostkant van de Roggenplaat wordt gezien als deel van het kerngebied van de zeehonden.
In 2019 werden de afkalvende zandplaten door Rijkswaterstaat en Vereniging Natuurmonumenten aangevuld met een nieuwe laag zand.

## Windmolens
In 1992 werden op het voormalig werkeiland twaalf kleine windmolens geplaatst voor windenergie. In 2011 zijn deze twaalf windmolens afgebroken om plaats te maken voor vier grotere molens, die aan de oostzijde van de Roggenplaat in een vierkant werden geplaatst. De turbines zijn 125 meter hoog. 
Op Neeltje Jans werden twee zulke vierkanten geplaatst. Inmiddels wordt daar een derde windpark gebouwd: windpark Bouwdokken. Ook op Noord-Beveland kwamen acht turbines.